# Myronides ashmeadi
Myronides ashmeadi är en insektsart som beskrevs av Rehn, J.A.G. 1904. Myronides ashmeadi ingår i släktet Myronides och familjen Phasmatidae. Inga underarter finns listade i Catalogue of Life.